# 微软Lumia 540
微软Lumia 540是一款以Windows Phone 8.1开发的微软Lumia智能手机，RAM为1GB，在印度、中东、非洲和亚太市场推出。 其他内部规格与早期Lumia 5xx系列设备大致相同。

## 反响
微软Lumia 540双卡双待得到一致好评，但被批评配置方面并没有升级超过早期Lumia 5xx系列设备。